# Iniistius trivittatus
Iniistius trivittatus is een straalvinnige vissensoort uit de familie van de lipvissen (Labridae). De wetenschappelijke naam van de soort is voor het eerst geldig gepubliceerd in 2000 door Randall & Cornish.